# 吉福德 (愛達荷州)
吉福德（英語：Gifford）是位於美國愛達荷州內茲珀斯縣的一個非建制地區。

## 地理
吉福德的座標為46°26′36″N 116°33′24″W / 46.44333°N 116.55667°W，而該地的平均海拔高度為899米（即2949英尺）。